# Personaggi di Skulduggery Pleasant
Questo è un elenco dei personaggi dei romanzi Skulduggery Pleasant e Skulduggery Pleasant: Giocando Col Fuoco scritti da Derek Landy:

## Personaggi principali

### Skulduggery Pleasant
È un potente mago che venne ucciso in battaglia molti anni fa, ma è tornato in vita sotto forma di scheletro. Molti secoli or sono, il malvagio stregone Mevolent organizzò un esercito e tentò di conquistare il mondo, trovando però sulla sua strada un movimento di resistenza che gli si oppose. Skulduggery era uno dei capi di questo movimento, ma venne assassinato insieme alla moglie e al figlio da Nefarian Serpine, il braccio destro di Mevolent. I seguaci di Mevolent diedero poi fuoco al corpo di Skulduggery, ma non riuscirono ad eliminare il suo spirito, che riuscì a riprendere il controllo di ciò che rimaneva delle sue spoglie, ossia le sole ossa. Con il ritorno di Skulduggery, la resistenza sconfisse Mevolent e i suoi sgherri. Una tregua venne sancita tra il Governo magico e i sostenitori di Mevolent, dando vita a un periodo di relativa pace. Dopo la sconfitta di Mevolent, Skulduggery divenne un detective, continuando a covare un fortissimo desiderio di vendetta nei confronti di Serpine.
Skulduggery, nonostante il suo bizzarro aspetto che cela in pubblico con strani travestimenti, è un azzimato gentiluomo. Parla in modo elegante e ha un tono di voce molto suadente. Sebbene sia uno stregone in grado di controllare i quattro elementi, adora la sua attività di detective. È altresì un brillante egocentrico, sempre preso a elogiare i propri piani e a far mostra delle sue abilità magiche.
L'atteggiamento che Skulduggery tiene in pubblico nasconde in realtà il suo forte desiderio di vendetta: del resto è proprio l'odio per Serpine che lo ha fatto tornare dall'oltretomba. Skulduggery sa che in guerra la perdita di vite fa parte del prezzo da pagare, ma cerca in ogni modo di evitare che ciò accada.

### Stephanie Edgley (Valkyrie Cain)
Stephanie Edgley compare subito all'inizio del primo romanzo, quando suo zio Gordon Edgley, uno scrittore horror, muore in circostanze misteriose. Gordon, legatissimo alla nipote, le lascia in eredità la sua magione e i suoi soldi.
Stephanie è descritta come una ragazza matura e indipendente, con una grande stima per sé stessa. Skulduggery afferma che Stephanie somiglia molto allo zio, un uomo con grande forza di volontà, intelligente e arguto. Stephanie è coraggiosa e adora l'avventura, ma non ha molti amici della sua età e spesso si lamenta per la vita noiosa che è costretta a trascorrere nel piccolo paese in cui abita. Stephanie, per avere solo 12 anni, è molto forte fisicamente ed è un'abilissima nuotatrice. Al termine del primo romanzo, rivela anche di possedere dei poteri magici.
Nel secondo libro della saga, Stephanie appare più insicura, anche se le sue doti di combattente sono sensibilmente migliorate.

### Tanith Low
Abilissima spadaccina, Tanith lavora come agente segreto per gli Anziani d'Irlanda e ama spostarsi su una potente motocicletta. Il suo compito è quello di catturare o uccidere i criminali e le creature maligne che mettono in pericolo la sicurezza nazionale. È grande amica di Valkyrie, che considera quasi come una sorella minore. Tanith ha un carattere dolce, ma al contempo è un eccellente combattente. Tanith è un Adepto e fra i suoi poteri magici spiccano la capacità di camminare sui muri e quella di aprire serrature e lucchetti semplicemente toccandoli.

### Mr. Bliss
È l'uomo più forte del mondo, un individuo sinistro ed enigmatico che lavora per gli Anziani: grazie a un astuto doppio gioco, farà credere a Serpine di essere passato dalla sua parte per poi tradirlo e dare un notevole contributo alla sua sconfitta. Mr. Bliss è il fratello di China Sorrow, insieme alla quale fin da piccolo è stato educato all'adorazione dei Senza Faccia. Una volta cresciuti, sia lui che la sorella abbandoneranno la fede nei Senza Faccia e affiancheranno Skulduggery nella lotta per prevenire il loro ritorno sulla Terra.

### China Sorrows
È una maga tanto bella quanto pericolosa, capace di far innamorare di sé chiunque la guardi. China Sorrows possiede una collezione di rarissimi oggetti magici, e ha un carattere misterioso come quello di suo fratello, Mr Bliss. Skulduggery non si fida molto di China, ma nutre un certo rispetto nei suoi confronti, forse perché fra i due sembra che ci sia stata una relazione romantica in passato. La magia di China scaturisce dai simboli esoterici di cui è tatuato tutto il suo corpo.

## Altri personaggi

### Vaurien Scapegrace
È un aspirante serial-killer totalmente incompetente, infatti non è mai riuscito ad uccidere qualcuno. Scapegrace è immaturo, pauroso e spesso piagnucola quando viene ferito in combattimento.

### Il Tormento
È un anziano ed enigmatico stregone, un misantropo che vive recluso in un sotterraneo nei pressi del sordido villaggio di Roarhaven. Il Tormento sostiene che i maghi dovrebbero dominare i comuni mortali anziché nascondersi da loro.
Il Tormento ha combattuto Mevolent durante la guerra fra i maghi perché era conscio del fatto che il ritorno dei Senza Faccia avrebbe messo in pericolo la sua stessa vita.
Ha il potere di mutare la propria forma in quella di un ragno gigante.

### Dusk
È un enigmatico e potente vampiro che lavora per Vengeous e Billy-Ray Sanguine. Come tutti i vampiri, Dusk è bello ed elegante, ed è dotato di una forza fisica, un'agilità e una velocità incredibili. Quando Dusk si trasforma in vampiro, il suo aspetto muta in quello di una creatura mostruosa e incapace di controllare i propri istinti sanguinari. Per impedire questa trasformazione, Dusk si inietta un misterioso siero, di cicuta e aconito, tramite una siringa che porta sempre con sé.

### Springheeled Jack
È un demone, un'orribile creatura umanoide capace di compiere lunghissimi balzi e che si cela fra i tetti di Londra in attesa di vittime da assalire. Tanith Low è riuscita a imprigionarlo ma in seguito Billy-Ray Sanguine lo ha liberato e in cambio del favore gli ha chiesto di assassinare un uomo che lavora per il Santuario della capitale inglese. Jack in seguito apprende che Sanguine sta lavorando per Vengeous, il cui scopo finale è quello di far tornare i Senza Faccia sulla Terra. Conoscendo la pericolosità dei Senza Faccia, Jack in qualche modo si opporrà ai piani di Vengeous, finendo con l'aiutare involontariamente Valkyrie Cain.

### Billy-Ray Sanguine
È un assassino originario del Texas con l'abilità di sprofondare nel terreno e muoversi a piacimento nel sottosuolo come una rapidissima talpa. Sanguine indossa abiti da cowboy ed è sprovvisto di bulbi oculari, anche se ciò non gli impedisce di vedere, soprattutto al buio. Sopra le sue orbite vuote, porta sempre un paio di spessi occhiali da sole. Skulduggery e Tanith Low sospettano che sia uno psicopatico, anche se in più occasioni Sanguine mette in mostra una certa codardia, totalmente assente in certi malati di mente. Sanguine è ossessionato dal suo rasoio, con cui è solito eliminare le sue vittime. Sanguine è colui che ha liberato Vengeous dalla prigionia con l'aiuto del vampiro Dusk.

### Kenspeckle Grouse
È lo scienziato di spicco del Santuario, un genio paranoico con la fobia dei vampiri. È un perfezionista e ha l'improbo compito di studiare e smembrare la Grottescheria, una mostruosa mummia di cui Skulduggery e Valkyrie si impossessano nel corso del secondo libro della serie. Kenspeckle ha un debole per Valkyrie.

### Ghastly Bespoke
È un potentissimo sarto nato con orribili deformità facciali. È un individuo gentile e socievole, vecchio amico di Skulduggery. Le sue abilità principali sono quelle di sarto, appresa dal padre, e quella di pugile, appresa dalla madre. Ghastly ha poi deciso di diventare sarto, onde evitare che la sua faccia già deformata subisse ulteriori danni boxando sul ring. La sua considerevole forza fisica torna comunque utile durante i combattimenti.

### La Grottescheria
È una potentissima creatura mutante creata da Vengeous mettendo assieme i pezzi di diversi mostri dagli straordinari poteri (tra cui un Senza Faccia). L'aspetto è quello di una mummia egizia dalla forza fisica indescrivibile, con in più la capacità di teletrasportarsi, di rimarginare le ferite, da cui scorre sangue nero, in pochi secondi e di infettare gli avversari con un acido che fuoriesce da una delle sue mani, mentre l'altra mano è formata da cinque fasci di carne terminanti con un pungiglione. La Grottescheria non è un essere molto intelligente, e si presume sia immortale, anche se non indistruttibile.

## Gli Anziani
Gli Anziani sono i tre capi del Santuario, il Parlamento dei maghi. Ogni nazione ha un suo Santuario nascosto in una località poco nota, onde attirare poche attenzioni. Gli Anziani che appaiono più spesso in questi romanzi vivono a Dublino, quindi è presumibile che siano i rappresentanti del Santuario d'Irlanda.

### Eachan Meritorious
È il leader degli Anziani, uno dei più potenti maghi d'Europa. Verrà ucciso da Serpine.

### Morwenna Crow
È una bellissima maga, la più saggia fra tutti gli Anziani. Finirà uccisa insieme a Meritorious per mano di Serpine nel primo libro della saga.

### Sagacious Tome
Sagacious Tome è un potente, ambizioso e altezzoso Anziano, che soffre di una sorta di complesso di inferiorità: è infatti convinto che la comunità magica abbia poca stima di lui e lo reputi insignificante se paragonato a Meritorious e Morwenna. A causa di ciò, Sagacious si allea con Serpine e lo aiuta a eliminare gli altri Anziani per impossessarsi del Grande Libro dei Nomi. Serpine, usato Sagaciuos per i suoi scopi, lo elimina e s'impossessa del prezioso tomo.

### Thurid Guild
Compare per la prima volta in Skulduggery Pleasant: Giocando Col Fuoco, il secondo episodio della saga. Egli è il nuovo capo del Consiglio degli Anziani, e in sostanza dirige il Santuario dei Maghi d'Irlanda. Non si fida molto di Skulduggery e non si sforza di celare il suo disprezzo per Valkyrie. Ha un carattere arcigno ed è privo di senso dell'umorismo, e Skulduggery sospetta che possa essere in combutta con le forze del male.

## La Diavoleria
È una misteriosa società segreta, simile a un'organizzazione terroristica. Sanguine lavora per essa e incontra in gran segreto i suoi leader nel penultimo capitolo del secondo libro. La Diavoleria brama il ritorno dei Senza Faccia, ma non è dato sapere se sia in qualche modo collegata a Mevolent o al culto di cui China Sorrows e Mr Bliss erano un tempo seguaci.

## Personaggi mai visti

### Mevolent
È un potente e malvagio stregone che ha molte similitudini con Lord Voldemort della saga di Harry Potter e il personaggio di Morgoth tratto dal Silmarillion. Quando Skulduggery descrive Mevolent afferma che egli "era il peggiore di tutti", a sottintendere che Mevolent era stato il più crudele mago di tutta la storia. Il suo braccio destro, Serpine, fu tra l'altro responsabile della morte di Skulduggery. Serpine venne poi sconfitto da Skulduggery quando egli fece ritorno dall'oltretomba: tuttavia, nei libri finora editi, non è stato ancora rivelato in che modo Serpine sia stato battuto e che fine abbia fatto Mevolent. Nei romanzi di Landy sono presentati due tipi di maghi: gli Elementali e gli Adepti; Mevolent, come Skulduggery, è un Elementale. Mevolent e i suoi seguaci desideravano il ritorno dei Senza Faccia.

### Lord Vile
Era uno dei tre generali al soldo di Mevolent. Vile era un potente negromante che possedeva l'abilità di manipolare l'oscurità e le ombre. Indossava un'armatura indistruttibile che lo rendeva pressoché invincibile. Lord Vile morì da solo in una stanza, ma nei romanzi finora editi non viene rivelato come il decesso sia avvenuto. China Sorrows afferma che Vile era "notevole" e "avrebbe potuto cambiare il mondo", mentre Vengeous "non saprebbe neanche da dove cominciare".

### Gli Antichi
Gli Antichi, i primi umani ad apprendere le arti magiche, popolavano la Terra quando essa era dominata dai Senza Faccia, migliaia di anni or sono. Essi forgiarono lo scettro (detto, appunto, "degli Antichi"), un potente oggetto magico che usarono per sopraffare i Senza Faccia; la bramosia di possedere un oggetto così potente scatenò però una guerra fra gli stessi Antichi: l'ultimo sopravvissuto a questi scontri, decise di nascondere lo scettro sulla Terra.